# Дженніфер Тіллі
Дженніфер Еллен Чан (англ. Jennifer Ellen Chan; нар.16 вересня 1961, Лос-Анджелес, Каліфорнія, США), відома як Дже́нніфер Ті́ллі (англ. Jennifer Tilly) — американська акторка, сценаристка, гравчиня в покер, ЛГБТ-активістка.

## Життєпис
Народилася 16 вересня 1961 року в штаті Каліфорнія. Її старша на рік сестра Мег Тіллі мала значний вплив на її вибір життєвого шляху і досі є відомою акторкою. Дитинство сестер пройшло у провінційному канадському містечку Тексада, куди переїхали жити батьки. Мег відвідувала заняття у балетній школі, вже підліткою входила до складу місцевої професійної балетної трупи. Але її мрії про кар'єру танцюристки зруйнувала серйозна травма. Тому в 16 років вона виїздить до Нью-Йорку і починає акторську кар'єру. 1985 року отримує номінацію на «Оскар» за роль у стрічці «Агнець господній».
Одружилася з продюсером популярного телесеріалу «Сімпсони» Семом Саймоном. Шлюб тривав 7 років, і до 1991 Саймон організував для неї перші виступи на телебаченні, а потім другопланові ролі в кіно. Між екранними героїнями Тіллі та нею самою існує деяка подібність.
Виступила в ролі Олів Ніл у фільмі Вуді Аллена «Кулі над Бродвеєм». В іншій гучній стрічці «Зв'язок» вона разом зі своєю коханкою (Джина Гершон) розробляє злочинний план.
В її доробку є й театральні ролі на Бродвеї, наприклад, у виставі 1993 року «Без однієї туфельки».

## Фільмографія
- 1984 — Велике почуття (No Small Affair)
- 1985 — Порушення правил дорожнього руху (Moving Violations)
- 1986 — Навиворіт (Inside Out)
- 1987 — Він — моя дівчина (He's My Girl)
- 1987 — Дистанційне керування (Remote Control)
- 1988 — Позичені губи (Rented Ups)
- 1988 — Джонні, будь хорошим (Johnny Be Good)
- 1988 — Буйство духів (High Spirits)
- 1988 — Далеко від дому (Far From Home)
- 1989 — Хай воно йде (Let It Ride)
- 1989 — Чудові брати Бейкер (The Fabulous Baker Boys)
- 1991 — Люди півдня (Scorchers)
- 1993 — Зроблено в Америці (Made In America)
- 1993 — Тінь вовка (Shadow of the Wolf)
- 1993 — Світ Веббера (Webber's World)
- 1994 Кулі над Бродвеєм / (Bullets Over Broadway) — Олів Ніл
- 1994 — Подвійний хрест (Double Cross)
- 1994 — Втеча (The Getaway)
- 1994 — Голови (Heads)
- 1994 — Обійми вампіра (Embrace of the vampire)
- 1995 — Людина з пістолетом (Man with a Gun)
- 1995 — Домашній арешт (House Arrest)
- 1996 — Зв'язок (Bound)
- 1996 — Еді і Пенн (Edie and Penn)
- 1997 — Брехун, брехун (Liar Liar)
- 1997 — He той хлопець (The Wrong Guy)
- 1998 — Наречена Чакі / Bride of Chucky
- 1999 — Стюарт Літтл / Stuart Little
- 2000 — Ланцюг (Cord)
- 2001 — Корпорація монстрів" (Monsters, Inc.)
- 2001 — Любов на бігу (Fast Sofa)
- 2003 — Будинок із приколами (The Haunted Mansion)
- 2004 — Потомство Чакі (Seed of Chucky)
- 2004 — Молодий батько (El Padrino)
- 2017 — Культ Чакі (Cult of Chucky)